# Aurélien Passeron
Aurélien Passeron (Niza, Francia, 19 de enero de 1984) es un ciclista francés.
Debutó como profesional en el año 2007 con el equipo Acqua & Sapone. 

## Palmarés
2003
- Tour des Aéroports

2006
- 1 etapa del Giro de Toscana
- Trofeo Franco Balestra

2007
- 1 etapa de la Vuelta a Burgos
- Gran Premio Industria y Commercio Artigianato Carnaghese

2009
- 1 etapa del Tour de Szeklerland
- 1 etapa del Tour des Aéroports

2010
- 1 etapa del Fitchburg Longsjo Classic
- 2 etapas del International Cycling Classic

## Resultados en Grandes Vueltas
| Carrera | Carrera         | 2007 | 2008 | 2009 | 2010 | 2011 |
| ------- | --------------- | ---- | ---- | ---- | ---- | ---- |
|         | Giro de Italia  | —    | —    | —    | —    | —    |
|         | Tour de Francia | —    | Ab.  | —    | —    | —    |
|         | Vuelta a España | —    | —    | —    | —    | —    |

—: no participa
Ab.: abandono

## Equipos
- Acqua & Sapone (2007)
- Saunier Duval-Scott (2008)
- Tusnad Cycling Team (2009)
- Meridiana Kamen (2010)
- Geumsan Ginseng Asia (2011)
- Wonderful Pistachios (2012)
- Bike Religion-ShoAir (2013)
- Silber (2014)